# Eurovision Song Contest 1956

Deltagande länder.

Eurovision Song Contest 1956 (då Grand Prix Eurovision de la Chanson Européenne 1956) var den första upplagan av musiktävlingen Eurovision Song Contest och hölls på Teatro Kursaal i Lugano i Schweiz. Denna pan-europeiska musiktävling organiserades av Europeiska radio- och TV-unionen (EBU) och var inspirerad av den italienska Musikfestivalen i Sanremo. Lohengrin Filipello var värd för den första tävlingen, som varade i ungefär 1 timme och 40 minuter. Sju länder deltog i den första upplagan, där varje land framförde två sånger var, för att försöka vinna Eurovision Song Contest. Två jurymedlemmar från varje land avlade sina röster i hemlighet, baserat på vilken sång som var deras favorit. Lys Assia vann tävlingen för värdlandet Schweiz med sången ”Refrain”.

## Historia
Under ett möte i Monaco 1955 diskuterade medlemmar av Europeiska radio- och TV-unionen idéer om hur man skulle kunna arrangera en pan-europeisk musiktävling, med inspiration från den italienska Musikfestivalen i Sanremo. Vid detta möte föddes grundidén till Eurovision Song Contest. Man enades om att hålla den allra första tävlingen i den schweiziska orten Lugano året därpå.

## Plats
Lugano är en stad i södra Schweiz i den italienskspråkiga kantonen Ticino, som gränsar till Italien. Staden, som ligger vid Luganosjön, är Schweiz 9:e största stad sett till befolkningsstorleken och den största italienskspråkiga staden utanför Italien. Den är känd för sitt överflöd av europeisk kultur och sin vänliga gästfrihet.
Genom kapital från Italien från 1945 till in på 1960-talet växte Lugano till att bli Schweiz tredje största finanscentrum. Staden upplevde också en stor förbättring av transportinfrastrukturen under 1900-talets första hälft. Detta, tillsammans med en ökning av antalet hotell, reflekterade stadens önskan om att erbjuda turisterna bättre härbärgering.
På senare år har Luganos varma somrar och plats vid sjön gjort att staden har dragit till sig ett ökande antal kändisar, underhållare och framgångsrika idrottspersoner, vilket har gett staden smeknamnet ”Schweiz' Monte Carlo”.
Den första arenan för tävlingen var Teatro Kursaal i Lugano.

## Utformning
Värd för det första programmet var Lohengrin Filipello, och det varade i ungefär 1 timme och 40 minuter. Även om det till största delen var ett radioprogram, fanns det kameror i studion, för de få européer, som ägde en televisionsapparat.
Endast soloartister tilläts delta i tävlingen och sångerna fick inte vara längre än tre och en halv minut långa. Musiken framfördes av en orkester på 24 musiker, ledd av Fernando Paggi. Pausunderhållningen, som bestod av visslande av Les Joyeux Rossignols, fick förlängas, på grund av en försening i röstningsförfarandet. Obligatoriska nationella uttagningar för att välja ut sångerna hölls i varje deltagande land, efter att man hade rekommenderat detta, för att få fram sångbidrag.

### Röstningskontrovers
Två jurymedlemmar från varje deltagarland reste till Lugano för att avlägga sina röster i hemlighet. Jurymedlemmarna från Luxemburg lyckades dock inte ta sig till Lugano. Röstningssystemet vid denna tävling tillät jurymedlemmarna att rösta på vilket bidrag de ville, inklusive från deras eget land. Dessutom tilläts den schweiziska juryn av EBU att rösta åt Luxemburg. Detta system har sedan aldrig använts igen.

### De förlorade banden
Trots att tävlingen visades och spelades in för tv-sändning i vissa europeiska länder (då tv-apparater vid denna tid ännu var relativt okända i Europa), har inga kopior bevarats, förutom av Lys Assias framförande av vinnarbidraget i slutet av tävlingen. Det är därmed den ena av endast två tävlingar, som inte har bevarats i sin helhet (den andra är 1964 års tävling, där det är oklart huruvida tävlingen spelats in eller inte). Däremot finns en fullständig radioinspelning av tävlingen bevarad. Bidragen kan inte ses på film men har ersatts av bilder med inspelad musik.

## Deltagarländer
Sju länder deltog i den första upplagan av tävlingen och varje land representerades av två sånger. Ytterligare tre länder (Danmark, Storbritannien och Österrike) förväntades också delta i tävlingen, men missade sista datum för att skicka bidrag och kunde därför inte delta i tävlingen. Det brittiska radio- och tv-bolaget BBC:s Festival of British Popular Song, som skulle ha hållits för att välja ut de brittiska bidragen, hölls i slutänden inte förrän efter själva tävlingen.

## Resultat
Förutom vinnarsången har resultaten aldrig blivit publicerade. Simon Barclays bok The Complete and Independent Guide to the Eurovision Song Contest 2010 inkluderar en tabell med vad som verkar vara resultaten, men författaren nämner ingen källa och under tabellen skriver han att ”rösterna har aldrig avslöjats”. På den officiella hemsidan är ländernas placeringar delad 2:a plats, förutom Schweiz som segrade med "Refrain".
| Nr | Land          | Artist                 | Sång                            | Översättning | Språk        | Placering |
| -- | ------------- | ---------------------- | ------------------------------- | ------------ | ------------ | --------- |
| 1  | Nederländerna | Jetty Paerl            | De vogels van Holland           | —            | Nederländska | 2         |
| 2  | Schweiz       | Lys Assia              | Das alte Karussell              | —            | Tyska        | 2         |
| 3  | Belgien       | Fud Leclerc            | Messieurs les noyés de la Seine | —            | Franska      | 2         |
| 4  | Västtyskland  | Walter Andreas Schwarz | Im Wartesaal zum großen Glück   | —            | Tyska        | 2         |
| 5  | Frankrike     | Mathé Altéry           | Le temps perdu                  | —            | Franska      | 2         |
| 6  | Luxemburg     | Michèle Arnaud         | Ne crois pas                    | —            | Franska      | 2         |
| 7  | Italien       | Franca Raimondi        | Aprite le finestre              | —            | Italienska   | 2         |
| 8  | Nederländerna | Corry Brokken          | Voorgoed voorbij                | —            | Nederländska | 2         |
| 9  | Schweiz       | Lys Assia              | Refrain                         | —            | Franska      | 1         |
| 10 | Belgien       | Mony Marc              | Le plus beau jour de ma vie     | —            | Franska      | 2         |
| 11 | Västtyskland  | Freddy Quinn           | So geht das jede Nacht          | —            | Tyska        | 2         |
| 12 | Frankrike     | Dany Dauberson         | Il est là                       | —            | Franska      | 2         |
| 13 | Luxemburg     | Michèle Arnaud         | Les amants de minuit            | —            | Franska      | 2         |
| 14 | Italien       | Tonina Torrielli       | Amami se vuoi                   | —            | Italienska   | 2         |

## Internationella sändningar
Deltagarländernas nationella radiobolag skickade kommentatorer till tävlingen, för att de skulle kunna bevaka tävlingen på landets eget språk. Detaljer för kommentatorerna och det sändningsbolag de representerade visas i tabellen nedan.
- Nederländerna - Piet te Nuyl[9] (NTS)
- Schweiz - Georges Hardy (TSR)
- Belgien - Janine Lambotte (INR), Nand Baert (NIR)
- Västtyskland - Wolf Mittler (Deutsches Fernsehen)
- Frankrike - Michèle Rebel[10] (RTF)
- Luxemburg - Jacques Navadic (Télé-Luxembourg)
- Italien - Bianca Maria Piccinino (Programma Nazionale)
- Danmark (ej deltagande land) - Gunnar Hansen (Statsradiofonien TV)
- Storbritannien (ej deltagande land) - Wilfred Thomas (BBC Television Service)
- Österrike (ej deltagande land) - Wolf Mittler (ORF)